# Xingjiao-Tempel

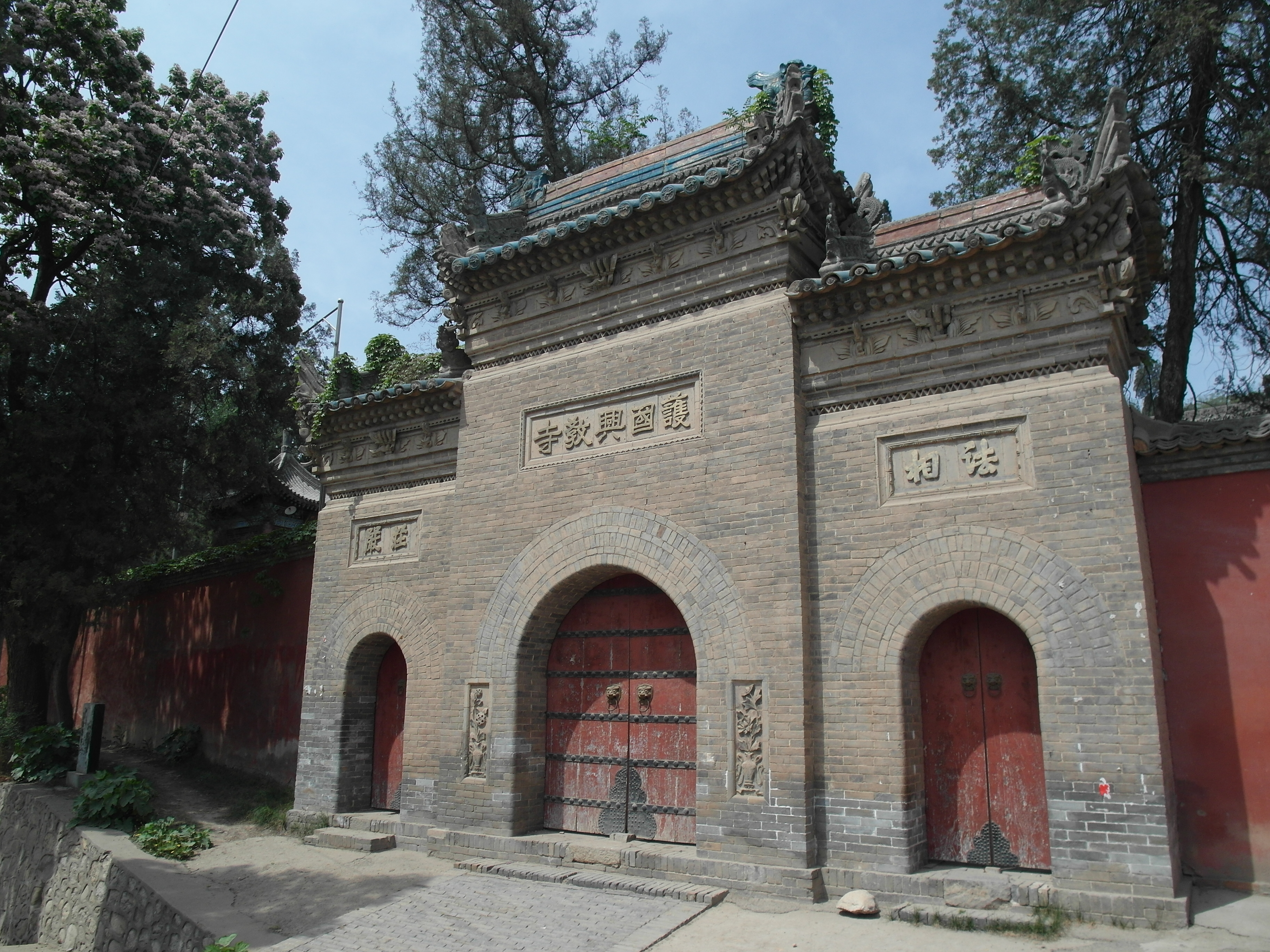
Eingang zum Xingjiao-Tempel

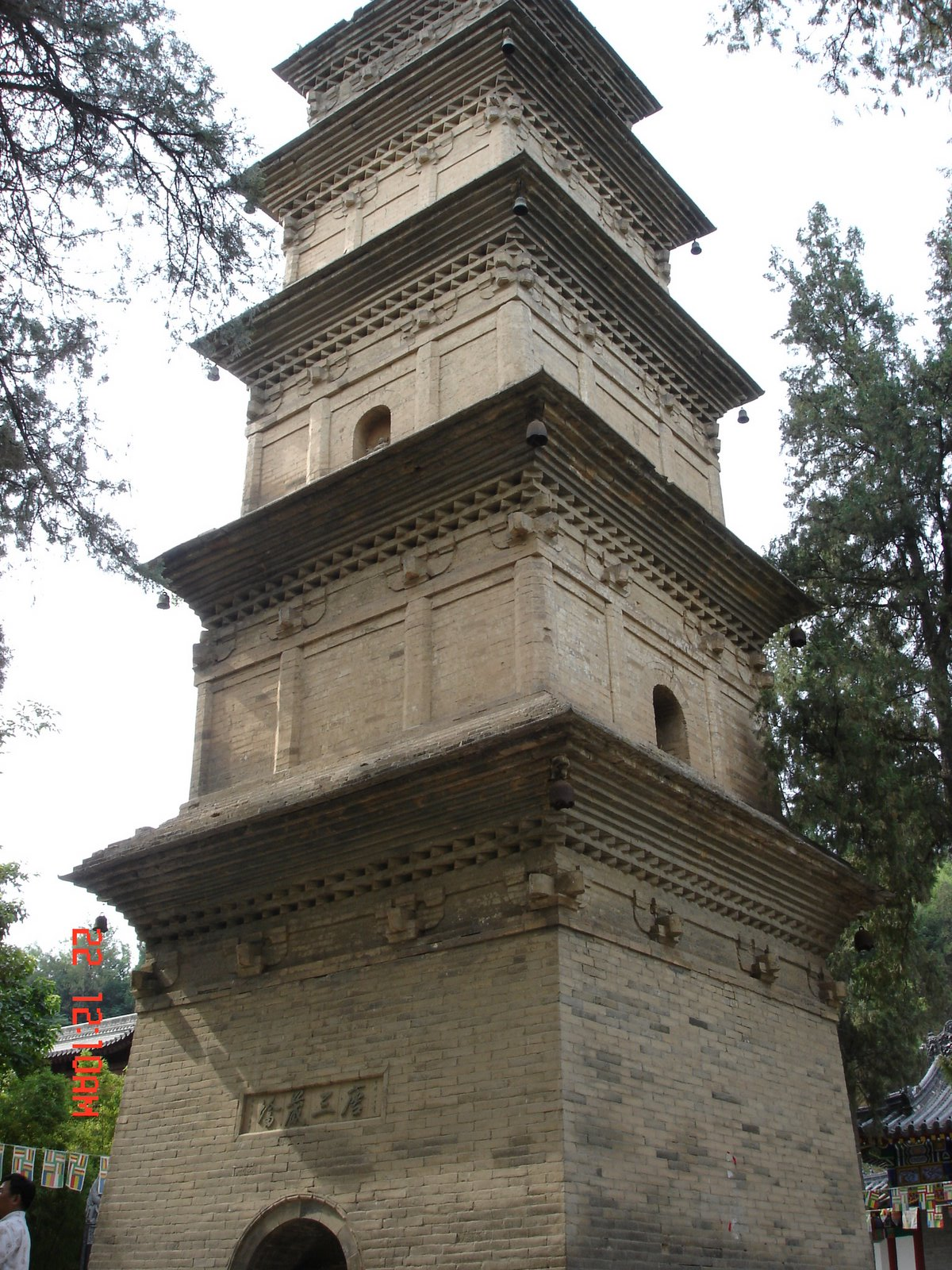
Die Pagode des Xingjiao-Tempels

Der Xingjiao-Tempel (兴教寺; Pinyin: Xīngjiào Sì) ist ein buddhistischer Tempel in Xi’an, der Hauptstadt der chinesischen Provinz Shaanxi. Er befindet sich in Shaoling Yuan 少陵原 (Großgemeinde Shequ 杜曲镇), im Stadtbezirk Chang’an 20 Kilometer südlich der Stadt. Der Tempel wurde 669 unter Gaozong erbaut und war einer der acht berühmten Tempel von Fanchuan 樊川 in der Zeit der Tang-Dynastie.
In seiner fünfgeschossigen Dagoba/Pagode aus der Zeit der Tang-Dynastie werden die sterblichen Überreste des berühmten buddhistischen Pilgermönchs und Übersetzers Xuanzang (玄奘; 603–664) verwahrt. Außerdem befinden sich dort zwei kleinere Stupas (舍利塔 shèlìtǎ) für seine Schüler Kuiji 窥基 und Yuance 圆测.
Der Tang-Kaiser Suzong hatte dem Stupa von Xuanzang den Namen „Xingjiao“ verliehen, daher hieß die nachher errichtete Tempelanlage auch „Xingjiao“. Suzongs eigenhändige Widmung ist noch heute am Stupa zu lesen.
Die Dagoba/Pagode/Stupa des Xingjiao-Tempels (Xingjiao si ta 兴教寺塔) steht seit 1961 auf der Liste der Denkmäler der Volksrepublik China (1-67).
Der Tempel ist einer der Nationalen Schwerpunkttempel des Buddhismus in han-chinesischen Gebieten. Seit 2014 ist er Bestandteil der UNESCO-Welterbestätte mit dem Titel Seidenstraßen: das Straßennetzwerk des Chang'an-Tianshan-Korridors.